# Karnap

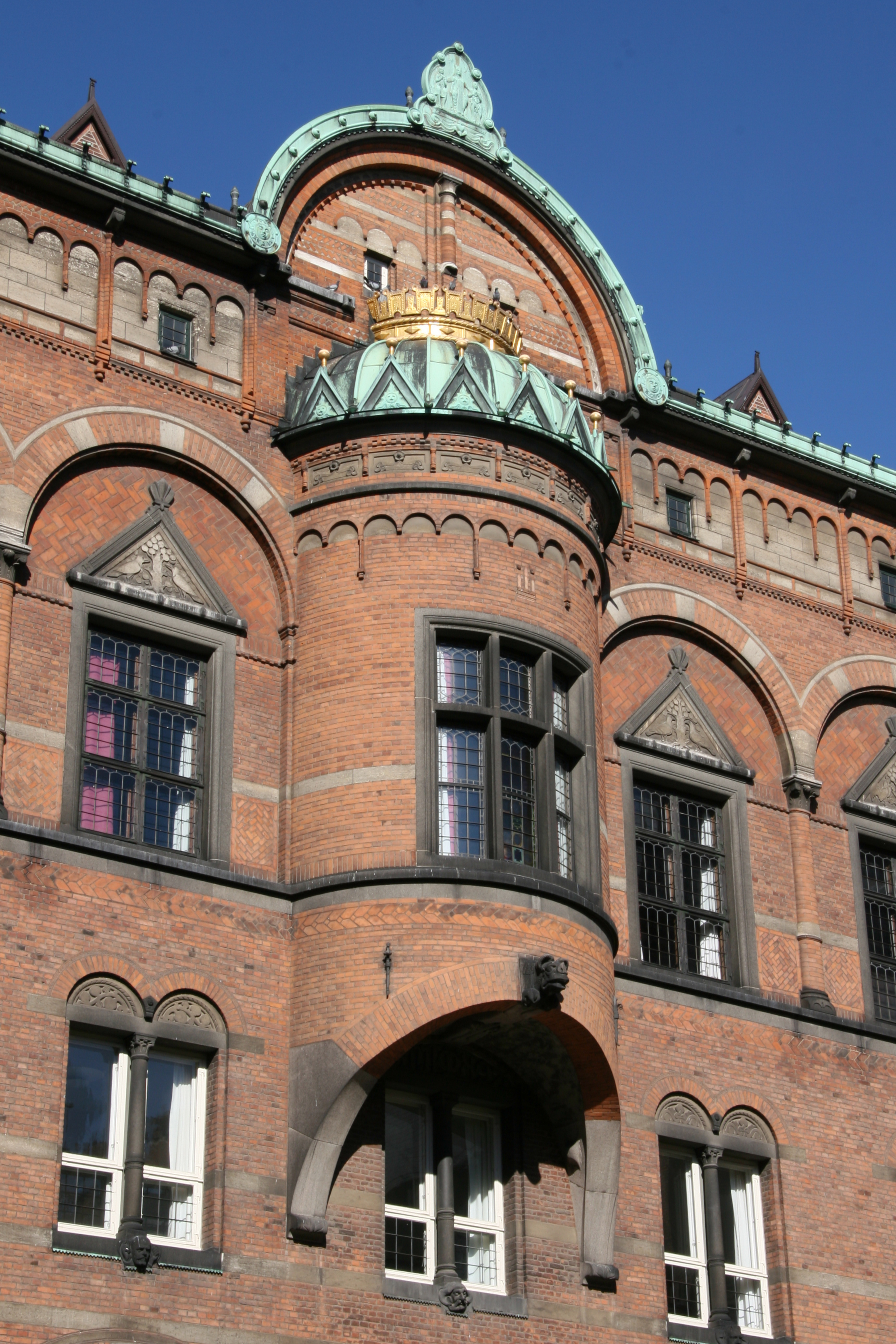
Karnap på Köpenhamns rådhus, där konsolen är utformad som ett valv.

Karnap är ett burspråk som vilar på en eller flera konsoler en bit upp på en fasad. Ursprungligen var funktionen av fortifikationskaraktär, senare som dekoration.
Ibland avslutas karnapen upptill av ett karnaptorn.